# アルメニア系アメリカ人
アルメニア系アメリカ人（アルメニアけいアメリカじん、英語: Armenian Americans、アルメニア語: Ամերիկահայեր）は、アルメニア人のディアスポラの中でもロシアのアルメニア人に次いで大きなコミュニティを形成している。アメリカ合衆国への最初のアルメニア人移民の波は、オスマン帝国で1890年代半ばに発生したハミディイェ虐殺や、1915年に発生したアルメニア人虐殺を逃れてのもので、数千人のアルメニア人がアメリカへと渡った。次の波は1960年代から1980年代にかけてのもので、トルコ、イラン、レバノンなどの中東各国から、政情不安を理由にアルメニア人たちが移住してきた。同時期にはソビエト・アルメニアからの移住も始まり、ソビエト連邦の崩壊を経てアルメニアの独立後も、経済的理由からアメリカ移住の動きは続いている。
2011年のアメリカ地域社会調査による推定では、アメリカ国民のうち48万3366人が、何らかの形でアルメニア人をルーツに持つという。一方、その他の機関やメディアの推定では、アルメニア系アメリカ人の数は80万人から150万人とされている。最大のアルメニア人コミュニティはロサンゼルス大都市圏のもので、2000年の国勢調査では16万6498人がそこに暮らしている。これは同年の調査におけるアルメニア系人の総人口である38万5488人の40パーセントを超える。なかでもグレンデールはアルメニア人コミュニティの中心として広く知られている。
また、アルメニア系アメリカ人は、世界のアルメニア人ディアスポラのうち最も強い政治的影響力を持っている。アメリカ・アルメニア民族委員会やアメリカ・アルメニア人会議などの機関は、合衆国政府にアルメニア人虐殺の承認を求めるなど、アメリカ合衆国とアルメニアの関係の強化を目指して活動している。

## 人口
2000年の国勢調査では、アルメニア系アメリカ人の総人口は38万5488人であり、翌年にアメリカ地域社会調査が行った推定では、アメリカ国民のうち48万3366人が、何らかの形でアルメニア人をルーツに持つという。その他、ドイツの民族学者であるカロリーネ・トーン とフォーダム大学のハロルド・タクーシアン が80万人、ミシガン大学ディアボーンのデニス・R・パパジアンが100万人、『アルメニアン・ミラー＝スペクテイター』 やドイツの「シュピーゲル・オンライン」、『ニューヨーク・レビュー・オブ・ブックス』 など各紙が120万人、『USニューズ&ワールド・レポート』の「少数民族・先住民族ワールド・ディレクトリ」 および『ロサンゼルス・タイムズ』 が140万人、アメリカ・アルメニア民族委員会、『アルメニアン・ウィークリー』、『アルメニアン・レポーター』、そしてロイター などが、150万人という最も高い見積もりを出している。

## 歴史

### 前史
記録に残っている限りで最初にアルメニア人が北米大陸を訪れたのは1618年のことで、この時にはペルシャ出身のマルティンというタバコ栽培業者が、バージニア植民地のジェームズタウンへ定住した。1653年から翌年にかけては、コンスタンティノープルからの2人のアルメニア人が、養蚕のためバージニア植民地へ招かれている。その後、17世紀から18世紀にかけても、ごく僅かにアルメニアからの移民が記録に残されている。しかし、ほとんどの場合彼らは単身で入植し、またコミュニティを形成することもなかった。1770年までには70人以上のアルメニア人が入植を果たした。1830年代には、オスマン帝国の下で迫害を受けたキリスト教徒を救済しようとする宣教師の運動によって、キリキアや西アルメニアからのアルメニア移民の小さな波が起こっている。例えば、コンスタンティノープルにおけるアメリカの宣教学校の生徒であったハチグ・オスカニアンは、より高い教育を求めて1834年にアメリカへ渡ったが、彼は後に『ニューヨーク・ヘラルド・トリビューン』で働き、ニューヨーク出版協会の会長となった。そして、多くのアルメニア人もオスカニアンを追って、教育のために渡米した。
南北戦争の際には、3人のアルメニア人医師（シメオン・ミナシアン、ガラベド・ガルスチアン、バロニグ・マテヴォシアン）がフィラデルフィアの軍病院で働いている。一方、戦闘行為に関わったアルメニア人としては、連合海軍に所属していたハチャドーア・ポール・ガラベディアンのみが知られている。ガラベディアンはオスマン帝国のロドスト出身の帰化人で、1864年から翌年8月の名誉除隊まで、封鎖船ゼラニウムとグランド・ガルフの三等補助技師（後に将校）として乗艦した。
1870年代末には、ニューヨーク、プロビデンス、ウースターなどアメリカ各地に小規模なアルメニア人コミュニティが存在し、1880年代末にはそれらの人口は1500人に達した。彼らの大部分は、オスマン帝国全土で活動していたアメリカ福音宣教団からの若い男子学生であり、そのうち約40パーセントはマムレト＝ウル＝アジズ州の出身だった。しかし、1899年以前には移民たちは民族ではなく出身国によって分類されていたため、アルメニア人が民族として注目されることはなかった。1820年から1898年までにアメリカへ渡ったアルメニア人の数は、およそ4000人と推定されている。

### 最初の波

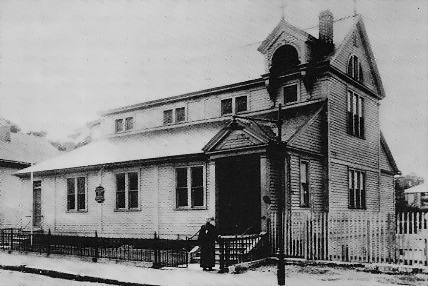
1891年に建造された、ウースターの救世主教会（アメリカ最初のアルメニア人教会）

19世紀末になると、それまでとは比較にならない人数のアルメニア人がアメリカへ渡ってくるようになったが、その主な契機となったのは、オスマン帝国で1890年代半ばに発生したハミディイェ虐殺と、続く1915年に発生したアルメニア人虐殺だった。この移民の波以前には、アルメニア系アメリカ人の数は1500人から3000人で、その大部分は非熟練労働者であった。
1890年代を通して、1万2000人を超すアルメニア人がオスマン帝国から逃れてきた。豊かな農業地帯であったフレズノを除いては、最初期のアルメニア移民たちはニューヨーク、プロビデンス、ウースターやボストンといった合衆国北東部の工業地帯へ定着した。ロシア帝国出身のアルメニア人はこの時期の移民のなかでも少数派だったが、それはロシアでのアルメニア人の扱いがオスマンでのそれよりも良かったことによる。この頃には、アメリカや故国での様々な問題に対処するために、アルメニア人たちによる政党も結成されていた。1910年代も、オスマン出身のアルメニア移民の数は漸増したが、これには1912年から翌年にかけてのバルカン戦争や、1919年に発生したアダナ虐殺も影響している。第一次世界大戦の開戦までに渡米したアルメニア人の数は、おおよそ6万人である。
移民帰化局の調べによると、1899年から1917年にかけて入国したアルメニア人の数は5万4057人で、彼らの主な受け入れ元は、オスマン（4万6474人）、ロシア（3034人）、カナダ（1577人）、イギリス（914人）、エジプト（894人）だった。また、行き先として彼らが挙げた場所は、ニューヨーク州（1万7391人）、マサチューセッツ州（1万4192人）、ロードアイランド州（4923人）、イリノイ州（3313人）、カリフォルニア州（2564人）、ニュージャージー州（2115人）、ペンシルベニア州（2002人）、ミシガン州（1371人）となっている。この時点で大きなアルメニア人コミュニティが形成されていたのは、ニューヨーク、フレズノ、ウースター、ボストン、フィラデルフィア、シカゴ、ジャージーシティ、デトロイト、ロサンゼルス、トロイ、クリーブランドなどであった。
1919年までには7万7980人ほどのアルメニア人がアメリカに居住していたと推定され、1920年には空前の数のアルメニア人が流入したが、その後1924年移民法の制定によって、南欧と東欧からのアルメニア移民は規制の対象とされた。第一次大戦前の移民は多くが若者と男性であったが、大戦後には、対照的にそのほとんどが女性と子供となっている。また、アルメニア移民たちは、故郷の同じ町や村の出身者同士でコミュニティを形成するという点で、イタリア移民と似た特徴を持っていた。しかし、この傾向は第二次世界大戦後にはほぼ見られなくなっている。移民たちは、差別や居住制限などの反アルメニア感情にも直面し、中部カリフォルニアに住んでいたアルメニア人は「フレズノのインディアン」や「下層ユダヤ人」などとも呼ばれた。

### 第二の波

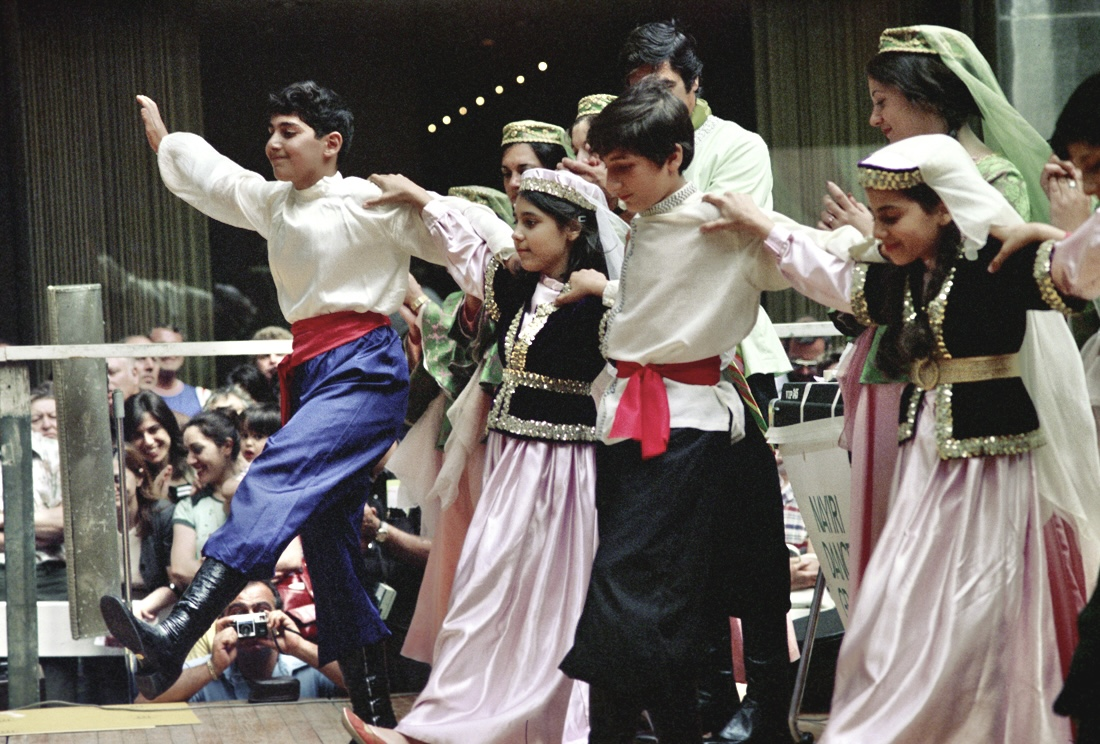
1976年7月のニューヨーク、アメリカ合衆国200周年記念の際のアルメニア系ダンサーたち

第一次大戦前後の波に次ぐアルメニア移民の2番目の波は、1940年代末のものである。ソビエト連邦戦争捕虜に対するナチスの犯罪行為は赤軍所属のアルメニア人兵士にも及んでいたが、1948年難民救済法は、戦災者のアメリカへの移住を奨励した。そして、1944年から1952年までの間に4739人のアルメニア人がアメリカへ渡った。これを援助したのは、ジョージ・マーディキアンによる組織的なアルメニア人救援運動であった。
しかし、本格的なアルメニア移民の波の到来は、1965年移民国籍法の制定を待たなければならない。この法の成立後、ソビエト連邦やトルコ、レバノン、イランなどの中東各国から多くのアルメニア人が、政情不安を逃れてアメリカへ渡った。1950年代のアルメニア移民の大半はソ連とトルコからの移民で、これには1955年にトルコで発生したイスタンブール・ポグロムも影響している。
他方、1940年代のソビエト・アルメニアでは、虐殺を生き延びて本国へ帰還しながらも、社会に適応できない復員兵たちが発生していた。そして、ソビエト・アルメニアから主に西側諸国への大規模な移民の波が1956年から始まり、およそ3万人のアルメニア人が1960年から1984年までの間にアメリカへ渡った。1980年代末のペレストロイカ時代になると、さらに6万人が渡米した。最終的に、1956年から1989年までの間にソ連から出国したアルメニア人のうち80パーセントがアメリカへ渡り、その数は7万7000人と推定されている。
1975年に始まり、その後15年続いたレバノン内戦や、1979年のイラン革命もまた、中東に住むアルメニア人のアメリカへの流入の原因となった。これら中東諸国のアルメニア人コミュニティは充分に確立され結束していたが、現地住民の間に同化していたわけではなかった。レバノンとイランにおいてアルメニア人は議会にも少数民族として代表を送り、伝統的なアルメニアの文化を保持する一方で、容易に多言語を操りながら、多くの場合アルメニア本国の住人よりも豊かな暮らしを送っていた。この中東からの新たな移民たちの多くはロサンゼルスへ定着し、その地のアルメニア人コミュニティを再び活性化させた。1970年には約6万5000人のアルメニア人が南カリフォルニアに住み、1989年にはその数は約20万人になっていたと見積もられる。その一方で、1980年の国勢調査によれば、ロサンゼルス在住のアルメニア系人の数は5万2400人で、そのうち71.9パーセントが国外生まれ。さらなる内訳は14.7パーセントがイラン、14.3パーセントがソ連、11.5パーセントがレバノン、9.7パーセントがトルコ、11.7パーセントがその他中東諸国（エジプト、イラク、パレスチナなど）の出身者となっている。

### ソ連崩壊後
ソビエト連邦の崩壊の直前から進行中にかけて、政治的、あるいは経済的な理由から、独立アルメニア共和国やその他の旧ソ連諸国からのアルメニア移民がアメリカへ渡り、全土のコミュニティへ散っていった。1988年のアルメニア地震や、続くナゴルノ・カラバフ戦争中のエネルギー危機は、70万人のアルメニア人が国外へ流出する原因となったが、そのうち大部分はロシアへ渡り、その他にもアメリカやヨーロッパへ渡った者もいた。1994年までに、中東からの移民を除いても年平均2000人のアルメニア人が渡米している。また、中東からのアルメニア移民は、カリフォルニアにおけるアルメニア系人口の群を抜く高さに貢献している。1988年の『ニューヨーク・タイムズ』記事によると、中東からのアルメニア移民がグレンデールに定着するのを好む一方、ソ連からのアルメニア移民はハリウッドに住む傾向がみられるという。
2000年の国勢調査では、6万5280人のアルメニア出身者がアメリカに住み、うち5万7482人がカリフォルニア州に、1981人がニューヨーク州に、1155人がマサチューセッツ州に住むとされる。2011年のアメリカ地域社会調査によれば、アメリカには8万5150人のアルメニア出身者がおり、この数字は2000年と比べて約2万人増加している。在アルメニア・アメリカ大使館によると、1995年から2012年までの間に2万1000人のアルメニア国民が、永住目的でアメリカへ渡ったという。

## 地理的分布
大部分のアルメニア系アメリカ人は、カリフォルニアや合衆国北東部の都市部に集住しており、合衆国中西部ではそれよりも少ない。2000年の国勢調査でアルメニア系人が最も集中していた都市は、ロサンゼルス、ニューヨーク、ボストンであり、州別に人口をみるとカリフォルニア州（20万4631人）、マサチューセッツ州（2万8595人）、ニューヨーク州（2万4460人）、ニュージャージー州（1万7094人）、ミシガン州（1万5746人）、フロリダ州（9226人）、ペンシルベニア州（8220人）、イリノイ州（7958人）、ロードアイランド州（6677人）、テキサス州（4941人）となっている。

### カリフォルニア州

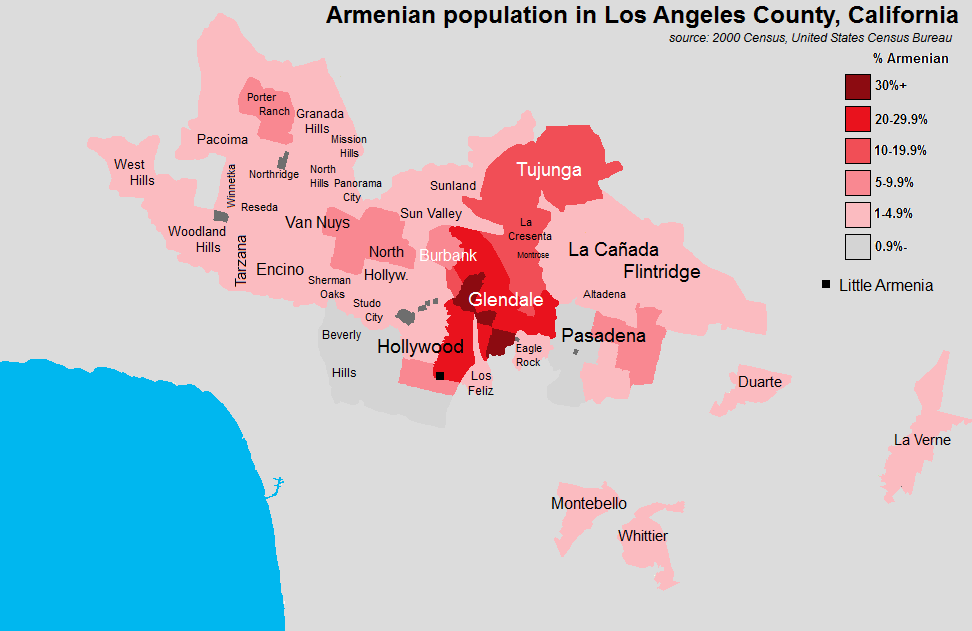
2000年のロサンゼルス郡におけるアルメニア系人の分布

カリフォルニア州に最初に到着したアルメニア人は、1874年にフレズノに定住した者である。フレズノとセントラル・バレーはカリフォルニアにおけるアルメニア人コミュニティの中心地となっていたが、後の時代、とりわけ1960年代からは中東から相当数のアルメニア移民が渡米し、南カリフォルニアへ次々と集まっていった。
ロサンゼルスとその周辺は、アメリカ全土で最も、そして群を抜いて密度の高いアルメニア人コミュニティの存在する土地となっている。そこにはアルメニア系アメリカ人の全人口の半分弱が暮らし、アルメニア国外で最も人口の多いアルメニア人コミュニティが形成されている。南カリフォルニア在住のアルメニア系人人口の推定は25万人、35万人、40万人、45万人、50万人 と調査により様々であるが、2000年の国勢調査では15万2910人のアルメニア系人がロサンゼルス郡に住むとされている。その11年後の2011年のアメリカ地域社会調査では、ロサンゼルスからロングビーチ、サンタアナにかけての地域に住むアルメニア系人の数は、21万4618人と、2000年から29パーセント増加している。ロサンゼルス市単体でのアルメニア系人の人口は、2000年の時点で6万4997人であり、彼らは市内でもサンフェルナンド・バレー、ノース・ハリウッド、ヴァン・ナイズ、エンシノなどの地区に集中している。2000年の10月6日には、イースト・ハリウッドの一角のコミュニティが、住民や企業、学校、教会などの諸機関にアルメニア系のものが集中しているとして、ロサンゼルス市議会によって「リトル・アルメニア」と命名されている。
ロサンゼルス周辺では屋台から薬剤師、医師、歯科医、弁護士、仕立屋や美容師、機械工までがアルメニア語で利用でき、アルメニア語のテレビやラジオも複数の局が24時間放送を行っている。このため、住民のなかにはアメリカ文化に完全に同化した者からアルメニア文化を完全に保持している者、そしてその中間に位置する者など、多様な個々人が存在する。1976年には、イスタンブール出身者による文化団体「イスタンブール・アルメニア人協会」も組織されている（2011年の時点で南カリフォルニアに公称1000人以上のメンバーを持つ）。また、アルメニアの政党であるアルメニア革命連盟と関わりを持つスポーツ団体、ホメネテメンは、アメリカでもスカウト運動などで活発な活動を行っており、そのアメリカ支部は1975年からロサンゼルスでスポーツ祭を開催している。2014年の時点でその祭典は300のチーム、3200人のアスリート、1100のスカウト団体と3万5000人の観客が参加する規模にまで成長している。

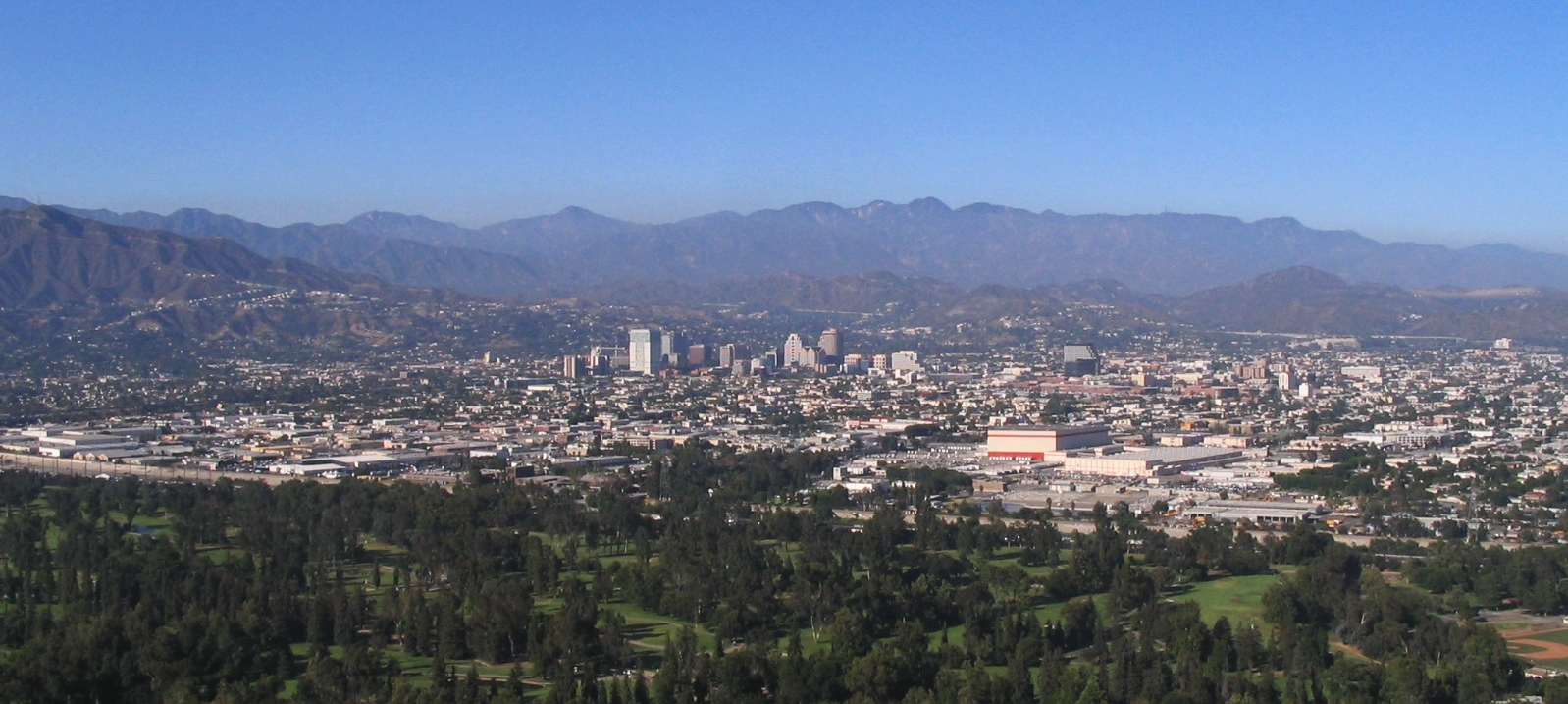
グレンデールは、アメリカ全土、そしてアルメニア国外で比較してもアルメニア人の密度が最も高い

ロサンゼルスのダウンタウンから数マイル離れた人口20万人の都市、グレンデールは、その人口の40パーセントがアルメニア系人であるとされる。2000年の国勢調査によると、グレンデールの住民の27パーセント、5万3840人が自身をアルメニア系であると規定している。また、グレンデールはアルメニア出身者の比率が最も高い地域でもある。
その他、グレンデールとロサンゼルス以外の地域でアルメニア系人が集中しているのは、バーバンク（8312人）、パサデナ（4400人）、モンテベロ（2736人）、アルタデナ（2134人）、ラ・クレセンタ＝モントローズ（1382人）などである。モンテベロには、アメリカ最古にして最大とも言われるアルメニア人虐殺記念碑が存在する。
合衆国西部で最初に大規模なアルメニア人コミュニティが形成された土地、フレズノは、オスマン出身の、多くが農民であった初期のアルメニア移民の目的地であった。アルメニア系人はフレズノ郡最大の少数民族となっているが、そのなかでも著名な者としては、作家のウィリアム・サローヤンがいる。1988年の時点でのフレズノのアルメニア系人の人口は4万人であったが、2000年の国勢調査ではフレズノ郡全体で9884人がアルメニア系人となっている。市内の中心部は「旧アルメニア人街」と称され、再開発が進んでいる。
カリフォルニア北部のアルメニア系人の人口は南部より少なく、アルメニア系人の大部分はサンフランシスコ、サンノゼやオークランドに集中している。2000年の国勢調査ではサンフランシスコのアルメニア系人は2528人とされているが、実数はこれよりも多いと見積もられている。

### 合衆国北東部

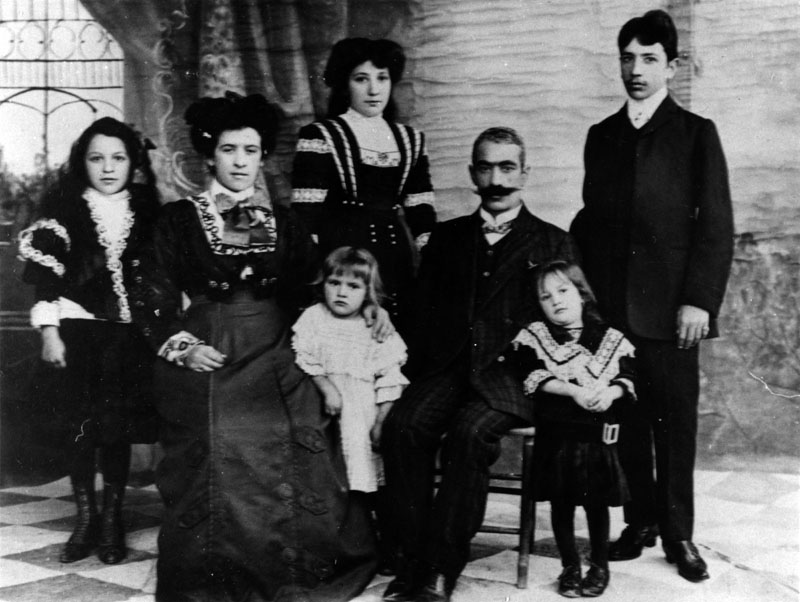
1908年、ボストンでのアルメニア人家族

ニューヨークに最初のアルメニア人がやって来たのは19世紀からのことで、20世紀初頭にはニューヨーク州とマサチューセッツ州はアルメニア移民の主要な目的地となっていた。東20番街からレキシントン街、3番街までの一帯にはアルメニア系人による小さなコミュニティと商店街があり、そこは1960年代までは「リトル・アルメニア」と呼ばれていた。その地は1914年のシンクレア・ルイスのデビュー作『我らがレン氏』においても言及されている。2002年には、アルメニア系人の人口はトライステート地域で15万人、クイーンズ区で5万人、マンハッタン区で1万人となっている。
ボストンに最初に辿り着いたアルメニア系人として知られているのは、ハンガリー出身のシュテパーン・ザードリであるが、ボストンには1880年代までアルメニア人コミュニティが築かれることはなかった。しかし、現代ではボストンのアルメニア系人の数は5万人から7万人におよぶと推定されている。2012年5月22日には、アルメニア人虐殺の犠牲者に捧げられたアルメニアン・ヘリテージ・パークが開園した。また、ウォータータウンにはアルメニア図書館・博物館が置かれるなど、ボストンのアルメニア系人の中心地となっており、そこには7000人から8000人のアルメニア系人が住むとも言われる。しかし、2000年の国勢調査での数字は2708人のみである。
その他アルメニア系人の多く住む都市には、ウースター（1306人）、ベルモント（1165人）、ウォルサム（1091人）がある。一方でプロビデンスとフィラデルフィアにも19世末や20世紀初頭から続くアルメニア系人のコミュニティが存在し、現代ではフィラデルフィアには約1万500人、プロビデンスには7000人以上のアルメニア系人が住む。

### その他の地域
カリフォルニア州や合衆国北東部の他、中西部や南部にもアルメニア人コミュニティは存在するが、それは前者のものと比べて格段に小規模なものである。
デトロイトにおける初期のアルメニア移民は、そのほとんどが労働者であった。その後、特に1960年代に入ると、中東からのアルメニア移民がミシガン州へ流れ込んだ。デトロイトのアルメニア人コミュニティは、教育水準も高く専門的で繁栄している、と形容されてきた。現代では、そのアルメニア系人の数は2万2000人とされる。シカゴにおいては、アルメニア人が最初に定住したのは19世紀末のことで、その数もごく僅かであったが、20世紀の間にアルメニア系人の人口は増加した。今日ではその数は2万5000人とされる。2003年の時点では8000人以上のアルメニア系人がワシントンD.C.に住んでおり、同地にはアメリカ・アルメニア人虐殺博物館も建てられている。21世紀には、従来までのアルメニア系人地区の外に住む者も増加する傾向にある。例えば、ネバダ州のアルメニア系人の人口は、2000年の2880人から2010年の5845人にまで急増し、同じくフロリダ州では9226人から1万5856人へ、テキサス州では4941人から1万4459人まで増加している。

## 文化

### 言語

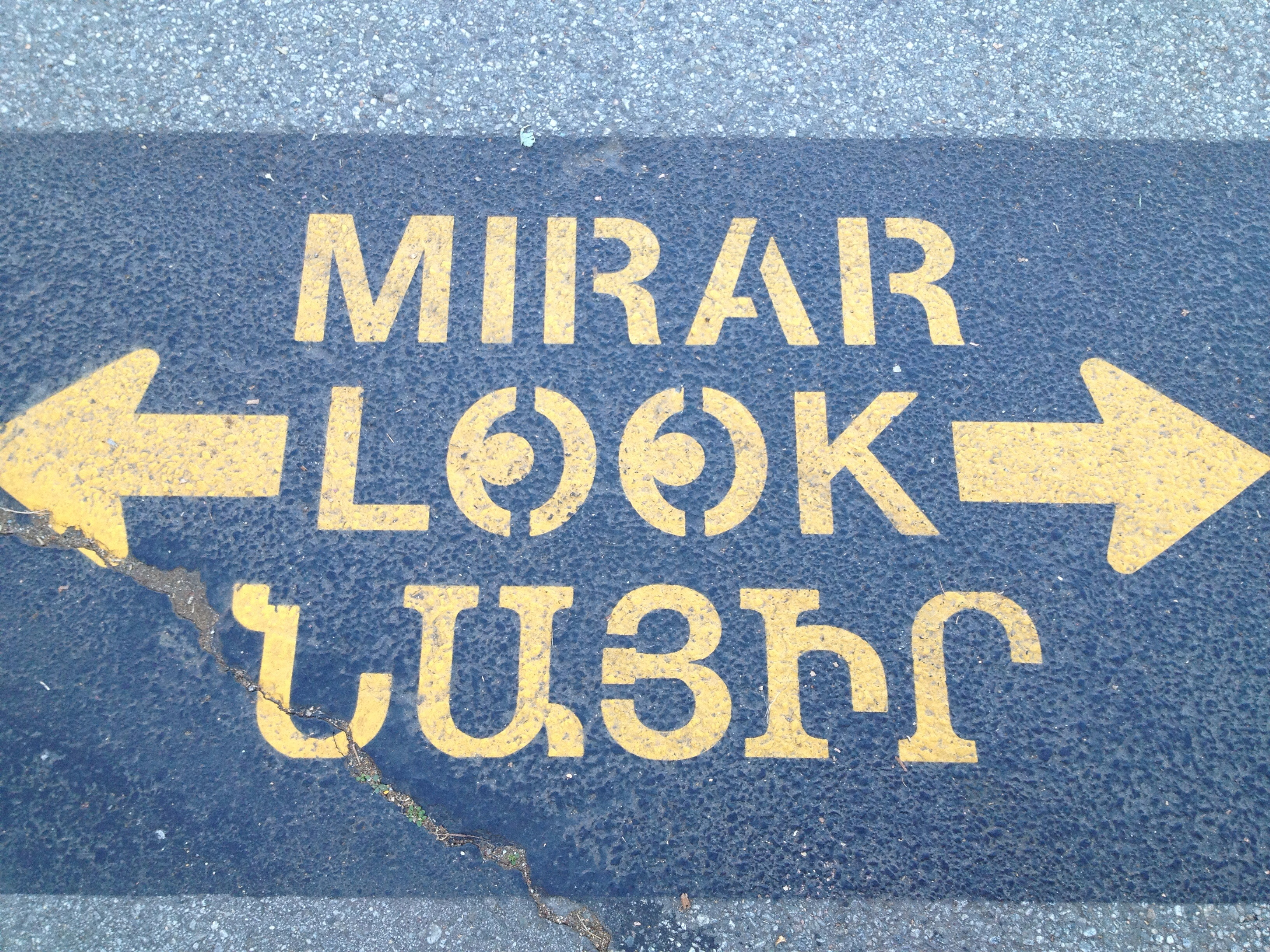
グレンデールのいくつかの横断歩道に、2011年から設けられた道路標示（上から、スペイン語、英語、アルメニア語）

アルメニア系人は、アメリカ白人への同化が最も進んでいない民族の一つであり、2000年の国勢調査では、彼らはその半数以上がアルメニア語を操るとされる（これと比較して、母国語を使用できるイタリア系人は6パーセント、ギリシャ系人は32パーセント、アルバニア系人は70パーセントである）。アルメニア語は西部語と東部語の2種類に大別されるが、アルメニア系アメリカ人の間ではこの両方が広範に使用されている。
1910年の時点では、アメリカ国内のアルメニア語話者数は2万3938人であったが、1920年には3万7647人、1930年には5万1741人、1940年には4万人、1960年には3万7270人、1970年には3万8323人と変遷している（ただし、この間の統計は国外出身者のみによる）。1980年の国勢調査では、 アルメニア語話者の総数は10万634人であり、うち6万9995人が国外出身者となっている。1990年の国勢調査では、30万8096人のアルメニア系人のうち、14万9694人がアルメニア語を母語と規定した。そして、アルメニア語話者のうちの多数である11万5057人が国外出身者であった。
2000年の国勢調査では、総数38万5488人のアルメニア系人のうち、20万2708人がアルメニア語を家庭で使用していると回答した。このうちの大多数である15万5237人がカリフォルニア州在住で、その他8575人がニューヨーク州、8091人がマサチューセッツ州の在住であった。アルメニア語話者の3分の2が、ロサンゼルス郡が故郷であるとした。2011年のアメリカ地域社会調査では、アルメニア語話者数は24万95人とされ、同調査で13万735人が英語を「とてもよく」知っている、10万9360人が「とてもよく」というほどではないが知っている、と回答した。その一方で、言語学者のバート・ボーは1999年に、アメリカにおいてアルメニア語が深刻な絶滅の危機にある、と指摘している。
2007年の研究では、レバノン出身者の16パーセント、（ソビエト・アルメニアを含めた）アルメニア出身者の29パーセント、（アメリカ文化への同化が早いことで知られる）イラン出身者の31パーセント、トルコ出身者の36パーセントが英語に堪能ではなかった。しかし、国外出身者の多くはマルチリンガルであり、アルメニア語と英語の他に少なくとも一つの言語を話す。例えば、アルメニア出身者はロシア語を、レバノンやシリアの出身者はアラビア語とフランス語を、イラン出身者はペルシア語を、イスタンブール出身者はトルコ語を話す。

### 教育

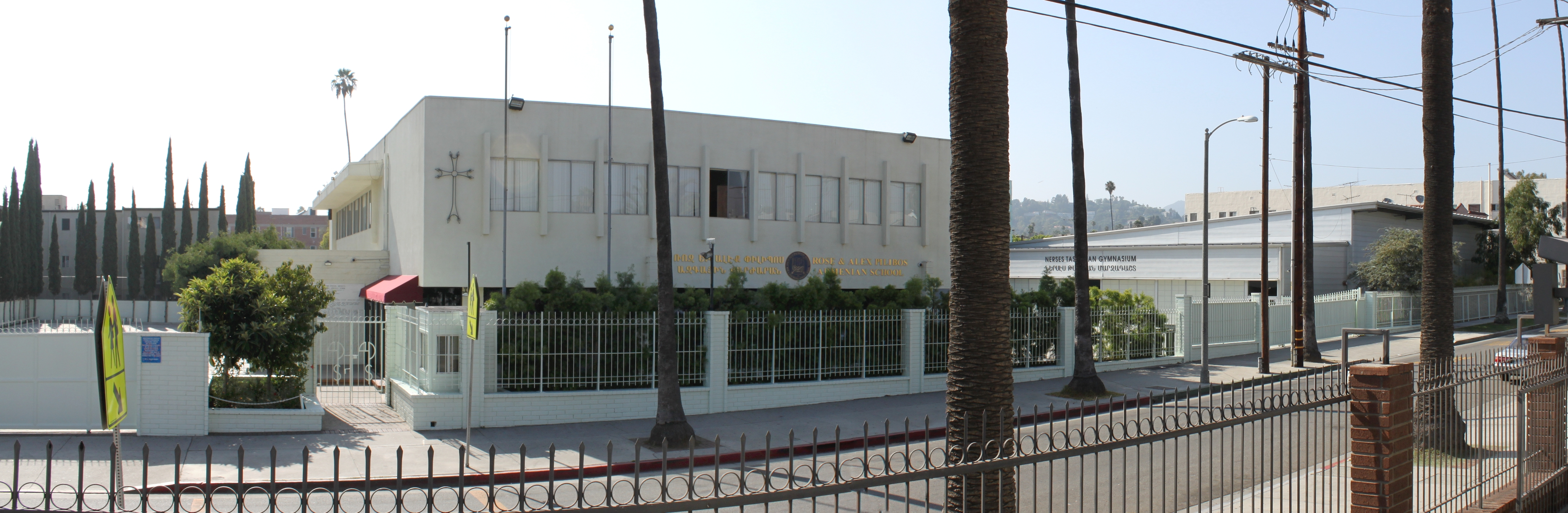
イースト・ハリウッドのリトル・アルメニアに在するローズ&アレックス・ピリボス・アルメニア人学校は、1000人以上の生徒を擁する、アメリカ最大のアルメニア人学校である

初期のアルメニア移民は、アメリカの各民族のなかでも識字率において最上位のグループに属し、76パーセントが識字能力を有した（これと比較して、南イタリア人は46パーセント、アシュケナジムは74パーセント、フィン人は99パーセントが識字能力を有していた）。2007年の時点で、アメリカ生まれのアルメニア系人の41パーセントが少なくとも4年制教育を終えているが、この数字は国外出身者よりも低くなっている。
アメリカ最初のアルメニア人日曜学校は、1880年代にバーセグ・ヴァードゥキアンがニューヨークに開いたものであるが、アルメニア語との2か国語による学校は、1960年代までにはアメリカ全土のコミュニティへ広がっていた。週日学校として最初のものは、1964年に設立されたフェッラヒアン・アルメニア人学校であり、この他に週末のみ開かれるアルメニア人学校の数は100を超える。1992年にグレンデールに開かれたマシュドツ大学は、2004年の時点でアメリカ唯一のアルメニア系の高等教育機関である。

### 宗教
アルメニア系アメリカ人の大部分は、アメリカ最大の非カルケドン派正教会、アルメニア使徒教会の信徒であり、アメリカ全土には90を超す使徒教会があるとされる。アルメニア系人の80パーセントが使徒教会に属し、その他10パーセントがプロテスタント（なかでもアルメニア福音教会）、3パーセントがアルメニア・カトリック教会の信徒である。1993年の時点でアメリカに存在するアルメニア・プロテスタント教会は28か所、1990年の時点でカトリック教会は6か所である。アルメニア系のカトリック勢力は弱小で、2011年の時点で信徒数は2万5000人程度と推定されている。

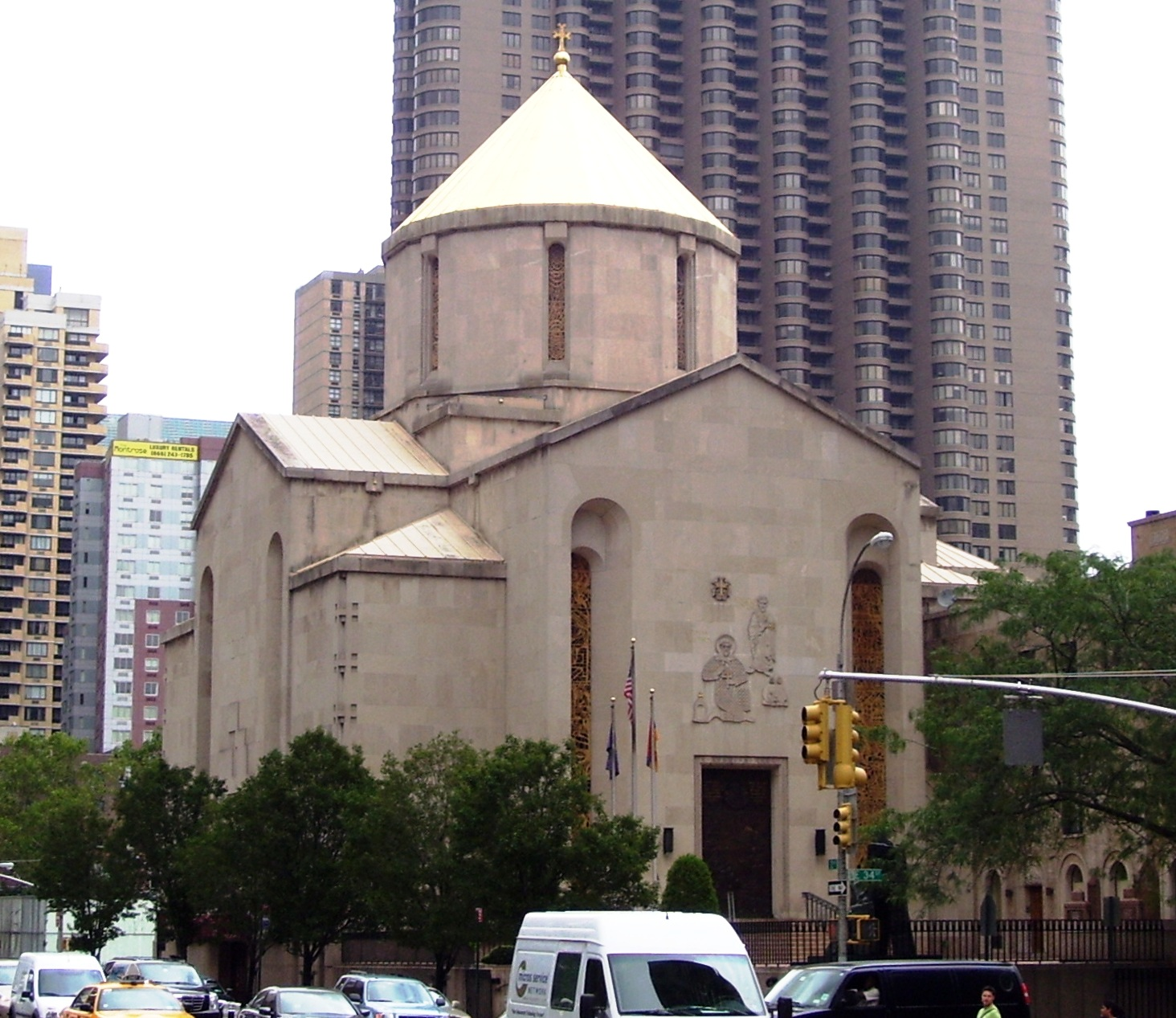
マンハッタン・ミッドタウンの聖ヴァルタン・アルメニア大聖堂

アルメニア使徒教会は世界最古の国教会であり、アルメニアが他国の支配下にあった時代も、アルメニア人のアイデンティティの中核となっていた。各国のアルメニア人コミュニティも教会をその中心とするが、アメリカでは特にトルコ出身者にその傾向が強い。アメリカ最初の使徒教会は、1891年ウースターに建造された救世主教会であり、1898年にカトリコスのミクルティチ・フリミアンによって教区が設けられた。1916年の時点では34の小教区に、主に男性からなる2万7450人の信徒を抱えていた。信徒が特に多い州は、マサチューセッツ、ミシガン、カリフォルニアとニューヨークであった。西部教区は1927年に成立した。
1933年のシカゴ万博の際には、東部教区首座主教のレオン・ツーリアンが、全アルメニアのカトリコスの在するエチミアジンがソビエト・アルメニアに含まれていることを理由に、変更前のアルメニア国旗である第一共和国の旗の前でスピーチを行うことを拒否した。セレモニーに出席していた反ソ派のアルメニア革命連盟の党員は、ツーリアンのこの行動に反発し、同年のクリスマス・イブにニューヨークの聖十字アルメニア使徒教会でツーリアンを暗殺するに至った。
第二次世界大戦後、大主教のチラン・ナーソヤンは、教区についての規則の制定、全国的な青年組織の創設、マンハッタンへの大聖堂建造計画の主導、使徒教会へのエキュメニズムの導入など、教会の再興に役割を果たした。冷戦最中の1957年10月12日には、1933年以来繋がりを持っていなかった数人の首座主教が、レバノンに置かれたキリキア総主教座のもとに結集し、アルメニア革命連盟と接近した。1950年代半ばには、移民の増加と使徒教会の建設ブームにより、アメリカ全土で新たなアルメニア人コミュニティが生まれている。最初のアメリカ生まれのアルメニア系司祭は1956年に任命され、1961年には聖ネルセス・アルメニア人神学校がイリノイ州に開かれた（後にニューヨークに移転）。使徒教会を担った新たな世代の力は、1966年から1990年にかけて首座主教として教区を指導したトルコム・マヌージアンの働きにより、形となっていった。この時代には大規模なアルメニア移民の流入も起こり、アルメニア人コミュニティの間で教会はその重要性を再び増していた。祖国アルメニアへの人道支援の必要のみならず、アメリカ全土、とりわけニューヨークやロサンゼルスに多くみられた難民に対する奉仕活動もまた、教会からアルメニアへ物資や医薬品を提供するための基金、アルメニア救済基金の創設へ繋がっていった。
2014年現在、使徒教会西部教区首座主教は2003年に選出されたホヴナン・ダーデリアン、東部教区首座主教は1990年に選出されたハジャグ・バーサミアンである。

### メディア
アメリカで発行されるアルメニア系新聞は300紙を超える。アメリカ最初のアルメニア語新聞は、ハイガズ・エギニアンによって1888年にジャージーシティで発行された月刊紙『アレガク』である。『アレガク』はほどなくして廃刊したが、その後もエギニアンは1899年にニューヨークで週刊紙『ディクリス』 を、1902年にフレズノで週刊紙『カガカツィ』（西海岸最初のアルメニア語新聞）を発行するなど、アルメニア系人の出版界に大きな影響を遺した。
アルメニア系の新聞はアルメニアの各政党とも関わりが強い。アルメニア革命連盟の系統にある新聞には、ボストンの『ハイレニク』（日刊紙、1899年創刊）とその姉妹紙『アルメニアン・ウィークリー』（英字週刊紙、1938年創刊）、同じくボストンの『アルメニアン・レビュー』（英字季刊紙、1948年創刊）、グレンデールの『アスバレズ』（日刊紙、1908年創刊）がある。社会民主フンチャク党系の新聞には、ニュージャージーの『エリタサルド・ハヤスタン』（月刊紙、1902年創刊）やパサデナの『マシス』（週刊紙、1981年創刊）があり、アルメニア民主自由党系の新聞にも、パサデナの『ノル・オル』（週刊紙、1922年創刊）やボストンの『バイカル』（週刊紙、1922年創刊）がある。これら優勢な政党の新聞の他にも、『プロレタル』のような共産党系の新聞や、アルメニア語を用いたトルコ系の新聞までも存在した。
2014年には、アルメニア系人を対象としたリアリティ番組『グレンデール・ライフ』の放送が開始された。しかしこの番組については、内容が不道徳でありアルメニア民族の名誉を汚すものであるとして、放送の停止を求める署名活動も行われている。

### 社会
アメリカにおいて、国外出身のアルメニア系人は主に "Hayastantsis"（アルメニア出身者）、"Parskayes"（イラン出身者）、"Beirutsis"（ベイルート出身者）という3つのグループに大別される。また、カリフォルニア大学ロサンゼルス校によるアルメニア系人についての1990年の調査では、トルコ出身者は個人事業主である割合が最も高い（約3分の1）にもかかわらず、社会経済的地位において最低の位置を占めている一方で、アルメニア出身者とイラン出身者は最高の地位を占める傾向にある。
2010年メディケイド詐欺のような、アルメニア系人による組織犯罪は、多くのメディアの注目を集めてきた。また、200人ほどのアルメニア系アメリカ人によるギャング「アルメニアン・パワー」が、1980年代末からロサンゼルス郡で活動している。その一方で、人口の27パーセントをアルメニア系人が占めるグレンデールにおいて2006年に発生した犯罪のうち、アルメニア系人によるものは17パーセントに留まっている。

## 政治

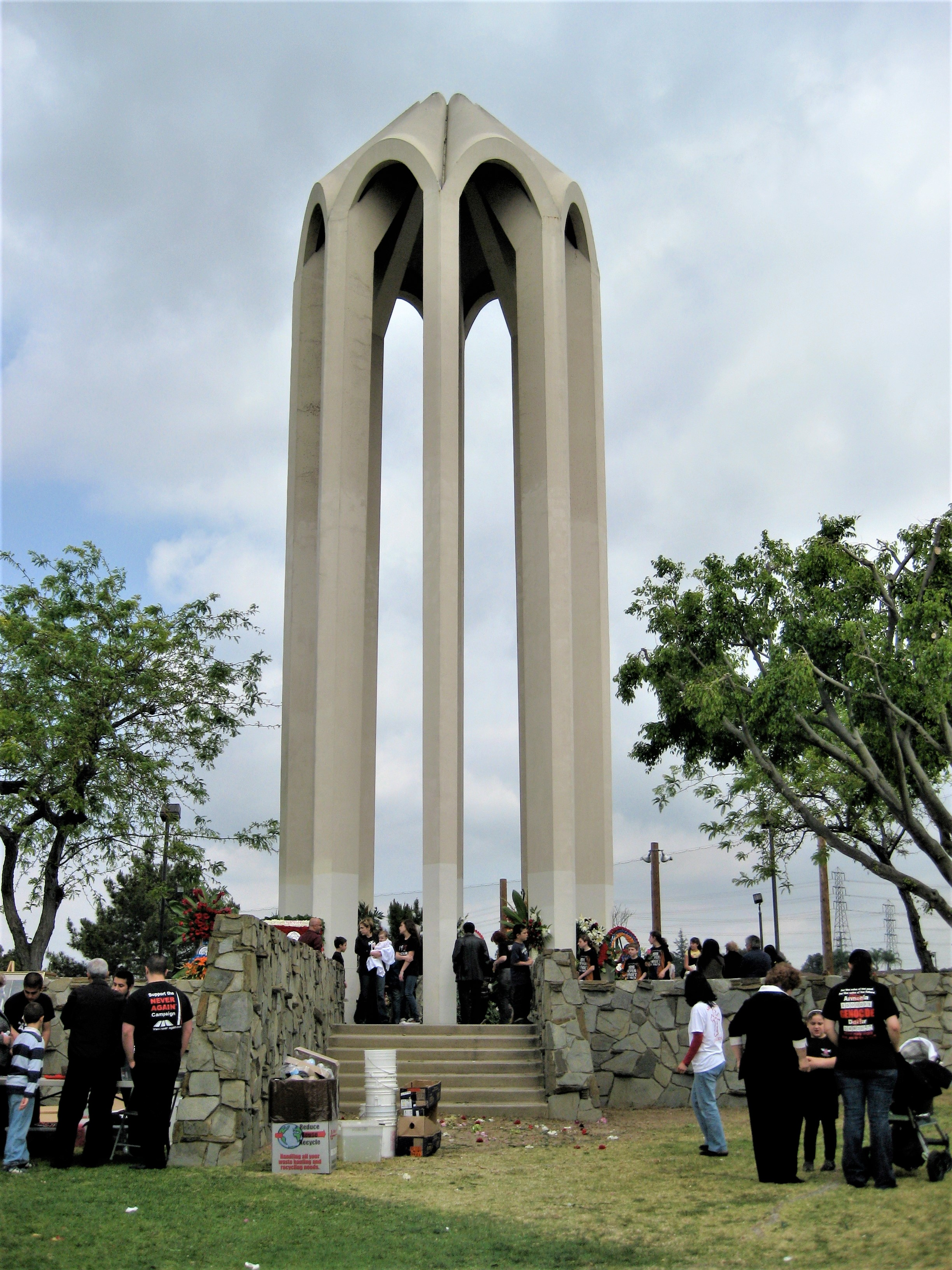
モンテベロ虐殺記念碑（アメリカ最古にして最大のアルメニア人虐殺追悼記念碑とされる）

19世紀末から20世紀初頭にかけて大きな勢力であったアルメニアの政党は、アルメニア革命連盟（ダシュナク党）、社会民主フンチャク党、アルメナカン党（後のアルメニア民主自由党）の3者であり、これらはアメリカへ渡った後も長らく党組織の基盤を維持していた。そして1920年にアルメニア第一共和国がソ連の体制に組み込まれた際、第一共和国の支配政党であったダシュナク党はこれに反対し、対するフンチャク党とアルメナカン党はソ連を支持する立場に回った。しかし、1988年のアルメニア地震の際や、ソ連崩壊後のナゴルノ・カラバフ戦争の際には、アルメニア系アメリカ人の政治的諸勢力も団結をみせている。
アルメニア系人のなかでも、レバノン出身者は元来から活発なコミュニティを有していたため、他国出身者より政治的な傾向が強い。

### ロビー活動
アルメニア系アメリカ人は、ロシアのアルメニア人には規模で劣るながらも、世界のアルメニア人ディアスポラのうち最も強い政治的影響力を持っている。そして、アルメニア・ロビーはアメリカの民族系ロビーのなかでも最も強力な集団の一つであり、その影響力はイスラエル・ロビーに次ぐとされる。アメリカ・アルメニア人会議やアメリカ・アルメニア民族委員会などの機関は、合衆国大統領に対し、アルメニアへの経済的援助を増額し、トルコへの経済的、軍事的支援は削減するよう求めている。実際に、1992年から2010年までの間にアメリカがアルメニアに対して行った援助は約20億ドルに達し、これは国民一人当たりでみると旧ソ連諸国のなかでも最高額である。しかし、2010年代以降ではアルメニアに対する援助額は減少しており、カラバフ問題でアルメニアと敵対関係にあるアゼルバイジャンへの援助額は増大している。
また、アルメニア・ロビーは1915年のアルメニア人虐殺の記憶を喚起する活動も行っている。『フォーリン・サービス・ジャーナル』の編集者であるショーン・ドーマンも、アルメニア・ロビーの最大の目的はアメリカ合衆国におけるアルメニア人虐殺の承認にある、と分析する。この問題については、アメリカの公的文書のいくつかが、1915年から1923年にかけてアルメニア人に起きた出来事を「ジェノサイド」と形容し、1981年4月22日の演説では、ロナルド・レーガン大統領も「ジェノサイド」という言葉を用いている。そして2010年5月4日には、合衆国上院外交委員会が1915年のアルメニア人虐殺を「ジェノサイド」と規定した。また、アメリカ50州のうち、1915年から1923年にかけての出来事を「ジェノサイド」であると宣言したのは、2014年の時点で41州に上る。アルメニア民族研究所は、アメリカには30のアルメニア人虐殺記念碑が存在する、としている。

## 著名な人物

### アーティスト

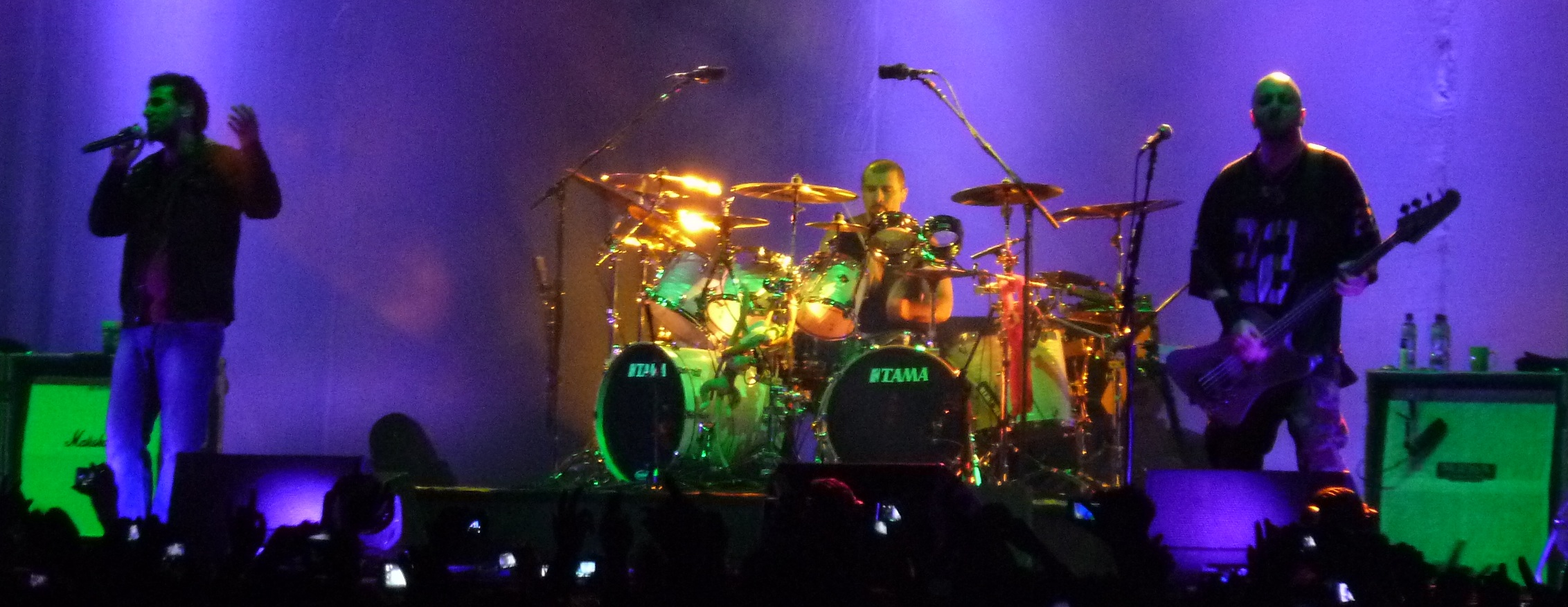
4人組ヘヴィメタル・バンド、システム・オブ・ア・ダウン

アルメニア系アメリカ人は、第一にエンターテインメントの業界で成功を収めている。歌手のシェールはアルメニア人の血を引いており、ヘヴィメタル・バンドのシステム・オブ・ア・ダウンはアルメニア系人の4人組である。作曲家のアラン・ホヴァネスはアルメニア人の父とスコットランド系人の母の下に生まれ、67種類の多彩な交響曲を含む400曲以上の作品を遺した。
彼らの他にもポップカルチャーの分野で成功したアルメニア系ミュージシャンは数多く、特にロサンゼルスはその中心地となっている。アルメニアで生まれ、アメリカへ移り住んだミュージシャンには、ロック歌手のアルトゥル・メスチアン、フォーク歌手のハルート・パンブークジアン や、フローラ・マトリオシアン、アルメンチク などがおり、その他にはトルコ出身のアルト・ツンチボヤジヤンもいる。

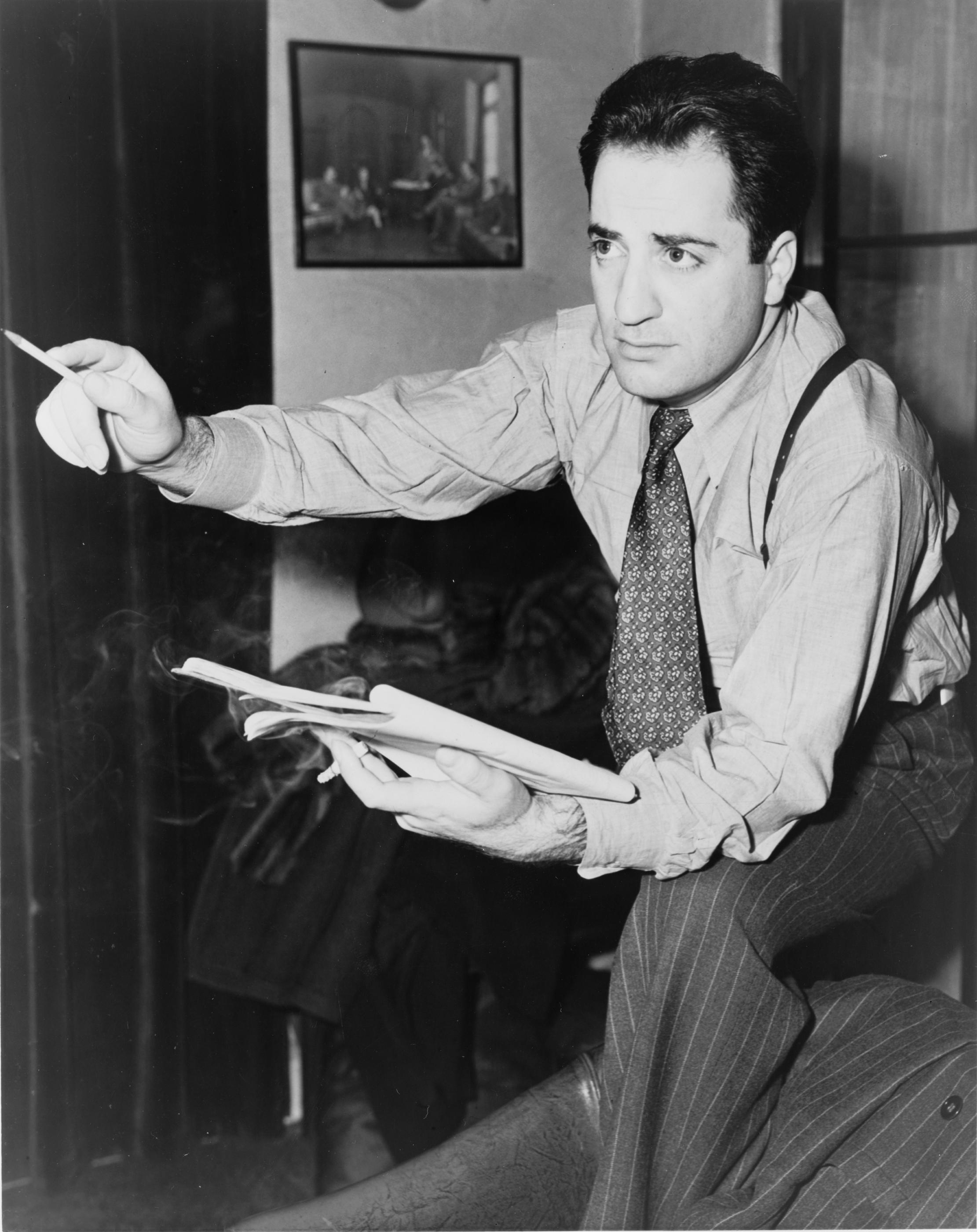
「20世紀中葉における最も著名な文学者の一人」、ウィリアム・サローヤン

アルメニア系アメリカ人の文学は、アメリカ文学にアルメニアのルーツが組み込まれた多様なものとなっている。多くの場合、彼らの作品にはジャンルや形態において共通のテーマ（例えばアルメニア人虐殺など）が含まれている。だがその一方で、アルメニア系作家たちは非常に個性的な文学スタイルを維持している。1959年にニューヨークで創刊された文芸誌『季刊アララト』はアルメニア慈善協会によって英語で出版され、世界中のアルメニア系文学も翻訳、掲載されるなど、アルメニア系アメリカ文学の主要な発表の場となっている。アルメニア系アメリカ人作家の第一世代には、代表作『人間喜劇』で日本でもよく知られているウィリアム・サローヤン、レオン・サーメリアン、A・I・ベゼリデス、マイケル・アーレン、マージョリー・ハウセピアン・ドブキンなどがおり、第二世代にはピーター・バラキアン、ナンシー・クリコリアン、キャロル・エドガリアン、マイケル・J・アーレン、アーサー・ナーセシアン、ミシェリン・アハロニアン・マーコム、フラグ・ヴァータニナン、クリス・ボジャリアンなどがいる。
彫刻家のハイグ・パティジアン、画家のホヴセプ・プッシュマンやアーシル・ゴーキーは、いずれもアルメニアにルーツを持つ著名な芸術家である。映画・劇場監督のルーベン・マムーリアンは、アメリカ最初の総天然色長編映画『虚栄の市』の共同製作者として知られる。「アルビンとチップマンクス」の生みの親、ロス・バグダサリアン・シニアは、サローヤンの従弟である。

### 政治家

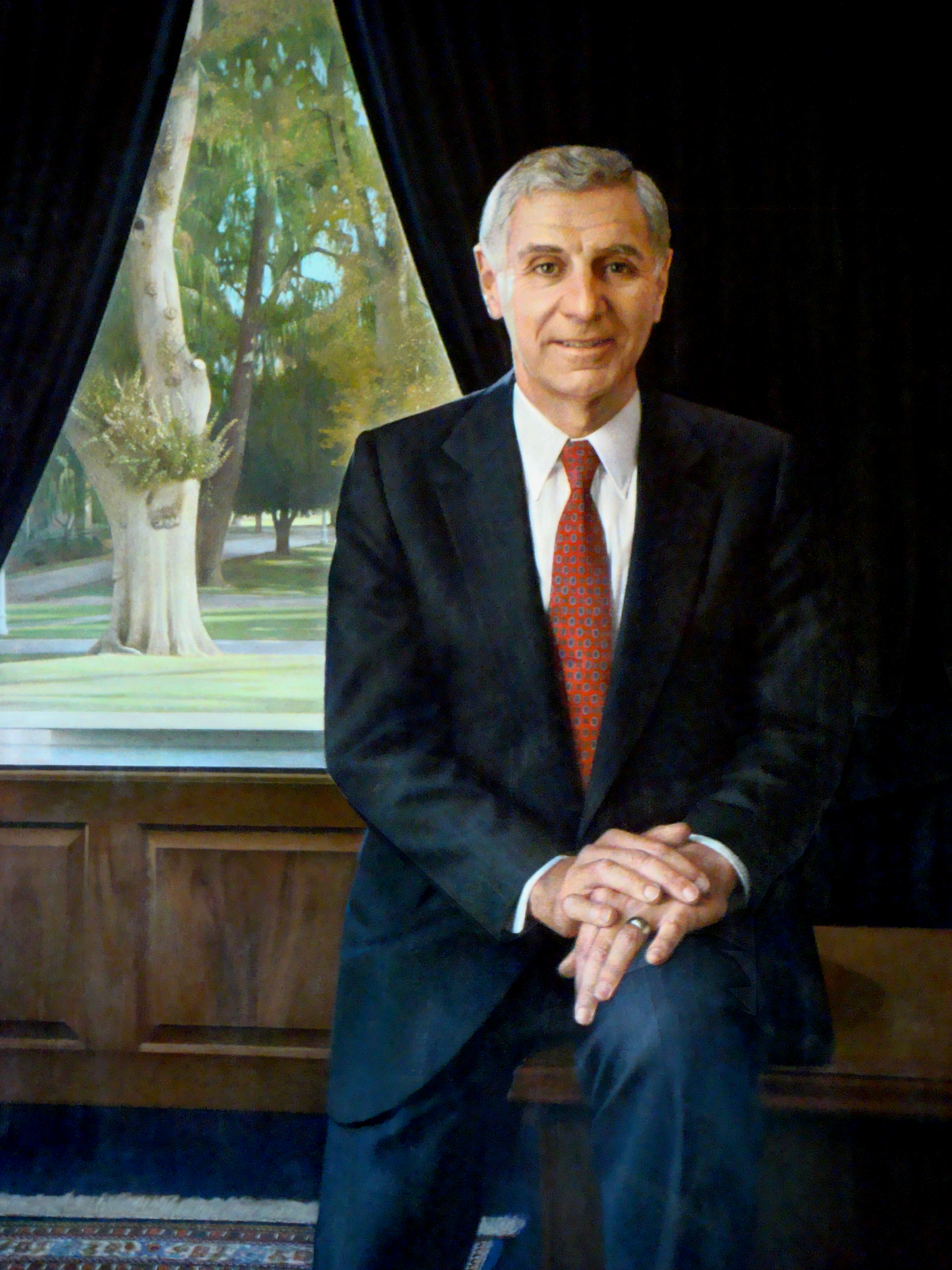
1983年から1991年までカリフォルニア州知事を務めたジョージ・デュークメジアン

アルメニア系アメリカ人は政界にも進出している。初期に高い地位にあったアルメニア系人には、ブルガリア出身でニューヨーク州から選出され、1953年から1965年まで下院議員を務めた共和党のスティーヴン・デルーニアンがいる。同じく共和党のジョージ・デュークメジアンは、1979年から1983年までカリフォルニア州下院議員であり、1983年から1991年までカリフォルニア州知事であった。カリフォルニア州議会にはその他にも多くのアルメニア系人が選出されている。2010年現在、マサチューセッツ州で選出された議員はジョージ・ケヴェリアンのみであるが、ケヴェリアンは1985年から1991年まで州下院議長も務めている。
ポール・ロバート・イグネイシャスは1967年から1969年にかけてリンドン・ジョンソンの下で海軍長官を務めた。ケン・ハチジアンはロナルド・レーガンの主任スピーチライターであり、アルメニア人虐殺を「ジェノサイド」と形容した1981年のレーガン演説も彼の手によるものである。エドワード・ジェレジアンは1990年代にシリア大使とイスラエル大使を務めた。市長職にあった者には、ニューヨーク州トロイのハリー・ツツンジアン や、カリフォルニア州パサデナのビル・パパリアン がいる。ジョー・シミティアンは2004年からカリフォルニア州上院議員となり、ポール・クレコリアンは2010年からロサンゼルス市議となっている。アンナ・エショーとジャッキー・スパイアーもアルメニア系の、カリフォルニア州選出の民主党議員である。
ソ連崩壊後、アルメニア系アメリカ人の間には、祖国アルメニアへ戻ろうとする動きが僅かにみられた。フレズノに生まれたアルメニア系3世の弁護士、ラッフィ・ホヴァニスィアンは、1991年にアルメニアへ渡り、その直後に外務大臣に任命された。外相退任後には野党「遺産」の党首となっている。エルサレムに生まれカリフォルニアで育ったセボウフ（スティーヴ）・タシジアンもアルメニアでエネルギー相となり、レバノン出身でボストンで活動した歴史家のジェラルド・リバリディアンも、レヴォン・テル＝ペトロシャン大統領のアドバイザーを務めている。

### 軍人

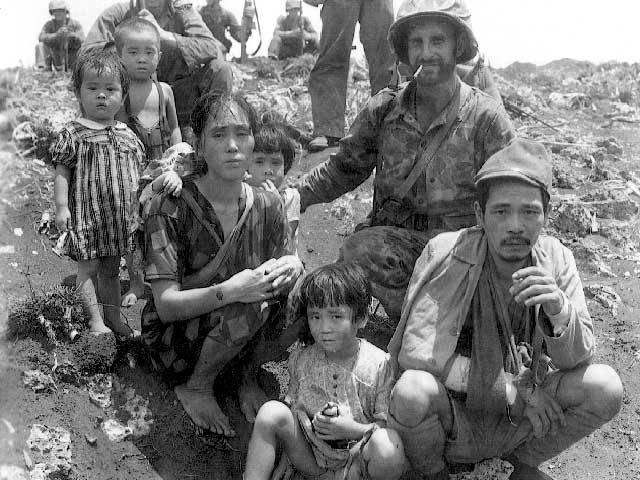
1944年7月、サイパンでのヴィクター・マガキアン（米軍に投降した日本兵の家族とともに）

第二次世界大戦中には、約1万8500人のアルメニア系アメリカ人が従軍し、その中にはバージニア州出身のアーネスト・H・ダーヴィシアンのように名誉勲章を受けた者もいる。海兵隊のハリー・キジリアンは、ロードアイランド州出身者のうちで最多数叙勲された兵士とされ、同じく海兵隊のヴィクター・マガキアンは、大戦を通じて最も多くの勲章を受けた米兵の一人とされる。
カリフォルニア出身のモンテ・メルコニアンは、ナゴルノ・カラバフ戦争中にアルメニア側の軍事指導者となり、死後にアルメニア国民英雄に叙せられた。
20世紀初頭のアルメニア民族解放運動に関わりを持った人士たちのなかには、アメリカに住み、没した者もいる。アルメニア民族の英雄と称された軍事指導者、アンドラニク・オザニアンは、1922年からフレズノに住み、1927年に死去するまでカリフォルニアに暮らした。同じく著名なアルメニアの軍人であったガレギン・ヌジュデは、1930年代にボストンで組織された草創期のアルメニア青年連盟において、大きな役割を果たした。第一共和国の防衛大臣であった「ドロ将軍」ことドラスタマット・カナヤンは、晩年にアメリカへ渡り、ボストンで死去した。トルコの政治家たちに対する暗殺計画「ネメシス作戦」の首謀者であったシャハン・ナタリーは、ボストン大学に学んだ経験もあり、渡米した後もアルメニア人コミュニティの中で活発に政治的活動を行ったが、1983年にマサチューセッツ州ウォータータウンで死去した。

### アスリート
スポーツの分野で著名な者には、テニス選手ではアンドレ・アガシ、チェス・プレーヤーではタテヴ・アブラハミャン やヴァルジャン・アコビアン、そして1920年のアントワープ五輪で銅メダルを獲得した飛び込み選手のハル・ハイグ・プリースト がいる。その他、サッカー選手のアレコ・エスカンダリアン、MLB選手のスティーブ・ベドローシアンやアメリカンフットボール選手のガロ・エプレミアン などもアルメニア系であり、アイス・スポーツではザック・ボゴシアンがアルメニア系として初めてナショナルホッケーリーグ入りを果たしている。
スポーツ指導者の中にも、バスケットボール・コーチのジェリー・ターカニアンやアメリカンフットボール・コーチのアラ・パーセギアンとスティーヴ・サーキシアン、そして2012年のロンドン五輪で水球女子アメリカ代表を指導したアダム・クリコリアン など、各界へ影響を残した多くのアルメニア系人がいる。

### 実業家

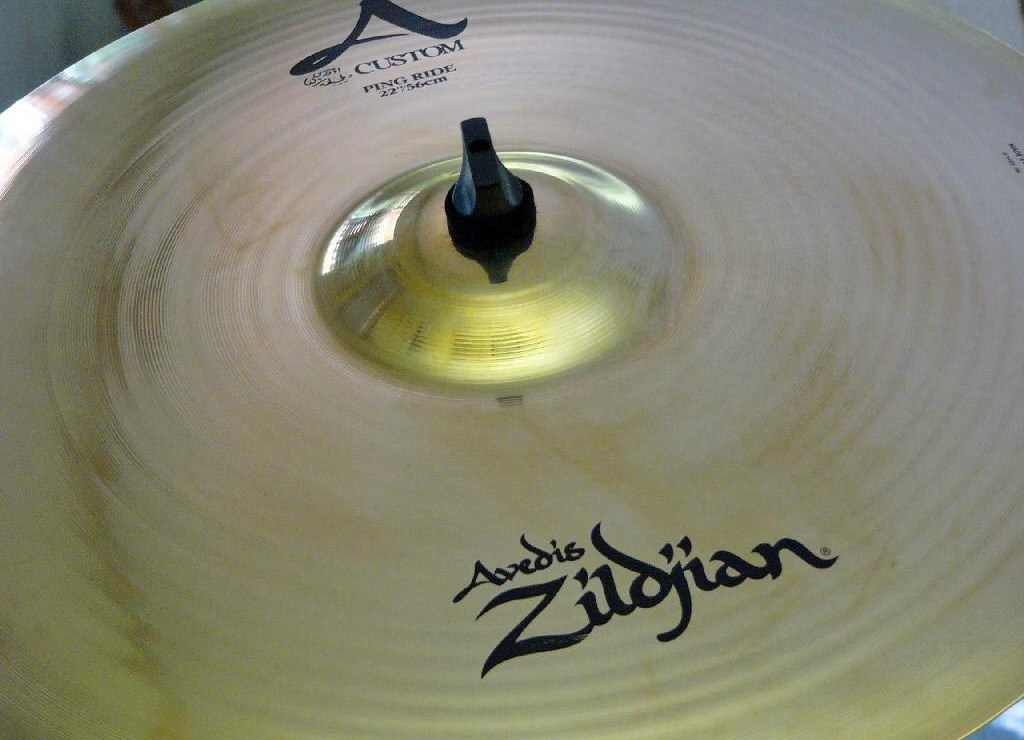
「ジルジャン」は世界最大の手製シンバルのブランドである

オスマン出身のアレックス・マヌージアンは建材メーカー「マスコ」の創業者であり、ムガー一族はニューイングランドのスーパーマーケット・チェーン「スター・マーケット」を所有している。ケヴォーク・ホヴナニアンは建築会社「ホヴナニアン・エンタープライズ」を起業し、ジェラルド・カフェスジアンは芸術博物館や慈善団体などを運営している。アヴェディス・ジルジャン3世が1929年にマサチューセッツ州で創業したシンバル工場は、アメリカ最古の家族経営企業「ジルジャン」として存続している。1976年にロッキード社による大規模な汚職、ロッキード事件が明るみに出た際には、同社の重役であったカール・コーチャンが日本で注目を集めた。
実業家のカーク・カーコリアンはロサンゼルス最大の富豪とされ、「メガリゾートの父」の異名をとる。また、カーコリアンは自身の財団を通じてアルメニアへ10億ドル以上を提供している。この財団は1988年のアルメニア地震からの復興支援を目的として、震災の翌年に設立されたものである。そして、財団は22年間活動した後、2011年に解散した。

### その他の分野
安楽死を積極的に肯定する「死の医師」 として論議を呼んだ病理学者のジャック・ケヴォーキアン、1989年にアルメニア系人として初めて宇宙へ飛んだ飛行士のジェームズ・P・バジアン （バジアンはアルメニアの国旗を宇宙へ携行していたと言われる）など、医療や宇宙開発の分野にもアルメニア系人は進出している。リアリティ番組のスター、キム・カーダシアンは「最も著名なアルメニア人」とも称され、アルメニア人の間でも論争の的となる（キムの父、ロバート・カーダシアンは弁護士で、O・J・シンプソン事件では弁護人の一人となっている）。
学術分野では、ボストン大学学長を務めた心臓外科医のアラム・チョバニアン や、著名な歴史家のリチャード・G・ホヴァニスィアン（アルメニア外相であるラッフィの父） がアルメニア系である。また、イラン出身のヴァータン・グレゴリアンはペンシルベニア大学第23代学長、ブラウン大学第16代学長であり、ニューヨーク・カーネギー財団の第12代会長である。大統領自由勲章受章者でもあり、その他に数々の栄誉も受けている。